# Талал ибн Абдаллах Аль Рашид
Талал ибн Абдаллах Аль Рашид (араб. طلال بن عبدالله الرشيد‎; 1823—1868) — второй правитель эмирата Джебель-Шаммар. Правил эмиратом с 1847 по 1868 год.

## Биография
Талал ибн Абдаллах родился в 1823 году. Он был старшим из трёх сыновей Абдаллаха аль-Рашида, а его братьями были Митаб и Мухаммад.
Талал сменил своего отца в 1847 году без каких-либо споров в семье. Кроме того, его преемственность была поддержана местными жителями. Регион Кассима частично контролировался эмиратом Джебель-Шаммар во время его правления, вожди племён Касими попросили его защитить их от эмирата Неджд . Союз между Рашидидами и Османской империей также начался во время правления Талала, когда маршрут из Ирака в Мекку стал безопасным для османов. Они также стали упоминать имя османского султана как халифа в пятничных молитвах. Кроме того, эмир Талал был очень осторожен, чтобы не столкнуться с каким-либо конфликтом с османами, и заявил, что правит Эмиратом от имени халифа. Он был очень терпим к мусульманам- шиитам и евреям, которым разрешил жить и работать в Хаиле, несмотря на то, что они должны были платить дополнительный налог. Он использовал эти и другие доходы для завершения дворца и крепости, которые его отец Абдулла начал строить в районе Базарган города Хаиль. Эмират Джебель-Шаммар платил ежегодный налог эмирату Неджд, и у эмира Талала ибн Абдаллах были хорошие отношения с Фейсалом ибн Турки, эмиром Неджда., а затем со своим сыном и преемником Абдаллахом ибн Фейсалом. В 1860-х годах Фейсал ибн Шалаан занял регион Аль -Джуф, который находился под властью Талала.
Правление Талала продлилось до 11 марта 1868 года, когда он покончил жизнь самоубийством из пистолета. Причиной самоубийства стала его болезнь, возможно, язва, которую он считал неизлечимой. Поскольку самоубийство было тогда редчайшим явлением для арабов, его подданным было объявлено, что Таляль случайно выстрелил в себя, изучая новый пистолет. После его смерти его младший брат Митаб ибн Абдаллах стал эмиром Джебель-Шаммара и недолго правил эмиратом с марта 1868 по январь 1869 года.